# Ariane et Barbe-Bleue
Pour les articles homonymes, voir Barbe-Bleue (homonymie).
Personnages
- Ariane (soprano)
- La Nourrice (contralto)
- Barbe-Bleue (baryton-basse)
- Les cinq premières femmes de Barbe-Bleue :
  - Sélysette (mezzo-soprano)
  - Ygraine (soprano)
  - Mélisande (soprano)
  - Bellangère (soprano)
  - Alladine (rôle muet)
- Trois paysans
- La foule (chœur)

Ariane et Barbe-Bleue est un  opéra (« conte musical ») en trois actes composé par Paul Dukas entre 1899 et 1906 sur un livret de Maurice Maeterlinck. Il est créé le 10 mai 1907 à l'Opéra-Comique de Paris sous la direction de François Ruhlmann. Création américaine en mars 1911 par Toscanini au Metropolitan Opera House.

## Personnages
- Ariane (soprano) : c'est le personnage principal, presque exclusif. Prototype de femme sinon libérée, du moins se libérant.
- La Nourrice (contralto) : le reflet d'Ariane, son double craintif et conservateur.
- Barbe-Bleue (baryton-basse) : rôle secondaire, malgré sa présence dans le titre de l'œuvre. Ne chante que quelques phrases au premier acte.
- Les cinq premières femmes de Barbe-Bleue :
  - Sélysette (mezzo-soprano)
  - Ygraine (soprano)
  - Mélisande[2] (soprano)
  - Bellangère (soprano)
  - Alladine (rôle muet)
- Trois paysans
- La foule (chœur)

## Orchestration
| Instrumentation d'Ariane et Barbe-Bleue |
| Cordes |
| premiers violons, seconds violons, altos, violoncelles, contrebasses, 2 harpes                                                                                      |
| Bois |
| 3 flûtes (les 2e et 3e prennent le piccolo), 2 hautbois, 1 cor anglais, 2 clarinettes, 1 clarinette basse, 3 bassons, 1 contrebasson (ou sarrussophone contrebasse) |
| Cuivres |
| 4 cors, 3 trompettes, 3 trombones, tuba |
| Percussions |
| timbales chromatiques, cymbales, grosse caisse, tambour de basque, triangle, caisse roulante, tambourin, timbres, célesta, cloche en si bémol, tam-tam              |

## Argument
Le conte est sous-titré Le Refus de la délivrance : les cinq femmes de Barbe-Bleue refusent la liberté que leur apporte Ariane, car leur enfermement est surtout mental. « On ne pourrait pas fuir ; car tout est bien fermé, et puis c'est défendu », explique Sélysette à Ariane au deuxième acte.
- Acte I

Contre l'avis des siens, Ariane suit Barbe-Bleue dans son château, elle est sa sixième femme. Barbe-Bleue lui confie sept clés, lui interdisant l'usage de la septième. Celle-ci seule intéresse Ariane : derrière la porte qu'elle verrouille s'élèvent les plaintes des épouses précédentes.
- Acte II

Ariane libère les femmes séquestrées derrière cette porte, et ouvre une voie vers une évasion possible du château.
- Acte III

Barbe-Bleue est agressé par les paysans qui veulent délivrer Ariane. Ariane montrant qu'elle est libre, le récupère, le délie et le soigne, puis lui déclare qu'elle le quitte sans retour. Elle invite les autres femmes à la suivre, lesquelles, le regard attendri sur leur bourreau, refusent, préférant leur servitude.

## Genèse
Paul Dukas fut très impressionné par la pièce Ariane et Barbe-Bleue de Maurice Maeterlinck lorsqu'elle fut publiée en 1899. L'auteur avait initialement réservé le droit d'utiliser sa pièce en tant que livret d'opéra à Edvard Grieg. Lorsque celui-ci abandonna ses plans, Maeterlinck le proposa à Dukas. La composition dura jusqu'en 1906.
L'opéra a souvent été comparé à Pelléas et Mélisande (1902) de Claude Debussy par la prédominance du discours orchestral sur le chant.
Les noms des cinq premières femmes de Barbe-Bleue sont inspirés de pièces antérieures de Maeterlinck. Pelléas et Mélisande (1893) pour Mélisande, Alladine et Palomides (1894) pour Alladine, La mort de Tintagiles (1894) pour Ygraine et Bellangère et Aglavaine et Sélysette (1896) pour Sélysette.

## Analyse
Paul Dukas écrivit un article dans un numéro de la Revue musicale en 1910, concernant l'intrigue de son opéra[réf. nécessaire].

## Discographie sélective
- Armin Jordan (dir.), Katherine Ciesinski (Ariane), Mariana Paunova (la Nourrice), Gabriel Bacquier (Barbe-Bleue), Nouvel orchestre philharmonique, Chœur de Radio France, enregistré en 1983 (Erato, 1984).
- Leon Botstein (dir.), Lori Phillips (Ariane), Patricia Bardon (la Nourrice), Peter Rose (Barbe-Bleue), Laura Vlasak-Nolen (Sélysette), Ana James (Ygraine), Daphne Touchais (Mélisande), Sarah-Jane Davies (Bellangère), BBC Symphony Orchestra (Telarc, 2007)
- Bertrand de Billy (dir.), Deborah Polaski (Ariane), Jane Henschel (La Nourrice), Kwangchul Youn (Barbe-Bleue), Ruxandra Donose (Sélysette), Stella Grigorian (Bellangère), Ileana Tonka (Ygraine), Nina Bernsteiner (Mélisande), Radio-Symphonieorchester Wien, Slovak Philharmonic Choir (Oehms Classics, 2008)
- Stéphane Denève (dir.), Jeanne-Michèle Charbonnet (Ariane), Patricia Bardon (La Nourrice), José van Dam (Barbe-Bleue), Gemma Coma-Alabert (Sélysette), Salomé Haller (Bellangère), Beatriz Jiménez (Ygraine), Elena Copons (Mélisande), Orchestre et Chœurs du Gran Teatre del Liceu de Barcelona. Mise en scène : Claus Guth (DVD Opus Arte, enregistré lors des représentations de juin et juillet 2011)